# James Lorimer Ilsley

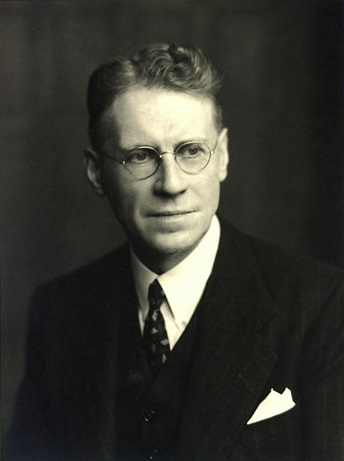
James Lorimer Ilsley

James Lorimer Ilsley, PC (UK), PC, KC (* 3. Januar 1894 in Somerset, Nova Scotia; † 14. Januar 1967) war ein kanadischer Rechtsanwalt, Richter und Politiker der Liberalen Partei, der 22 Jahre lang Mitglied des Unterhauses, mehrmals Minister im 16. kanadischen Kabinett  von Premierminister William Lyon Mackenzie King sowie von 1950 bis zu seinem Tod 1967 Präsident des Obersten Gerichtshofes von Nova Scotia war.

## Leben
Ilsley absolvierte nach dem Schulbesuch zunächst ein grundständiges Studium, das er mit einem Bachelor of Arts (B.A.) abschloss. Ein darauf folgendes postgraduales Studium der Rechtswissenschaften an der Universität Laval beendete er mit einem Bachelor of Laws (LL.B.), einem Doctor of Civil Law (D.C.L.) sowie einem Doktor der Rechte (LL.D.) und nahm danach eine Tätigkeit als Barrister auf. Für seine anwaltlichen Verdienste wurde er später zum Kronanwalt (King’s Counsel) ernannt.
Bei der Wahl vom 14. September 1926 wurde Ilsley für die Liberale Partei im Wahlkreis Hants-Kings erstmals zum Mitglied des Unterhauses gewählt und bei den Wahlen am 28. Juli 1930 sowie 14. Oktober 1935 wiedergewählt.
Am 23. Oktober 1935 wurde Michaud von Premierminister William Lyon Mackenzie King in das 16. kanadischen Kabinett berufen und übernahm in diesem bis zum 7. Juli 1940 den Posten als Minister für nationale Einkünfte. Daneben war er vom 23. Mai bis zum 7. Juli 1940 auch geschäftsführender Postminister. Bei der Wahl vom 26. März 1940 wurde er im Wahlkreis Digby-Annapolis-Kings erneut zum Mitglied des Unterhauses gewählt und bei der Wahl vom 11. Juni 1945 in diesem Wahlkreis wiedergewählt.
Am 8. Juli 1940 berief ihn King zum Finanzminister und Schatzmeister in dessen Kabinett. Diese Ämter übte er bis zum 9. Dezember 1946 aus und wurde dann am 10. Dezember 1946 von Premierminister King zum Justizminister und Generalstaatsanwalt ernannt. 1946 wurde er zum Mitglied des Privy Council des Vereinigten Königreiches. Während dieser Zeit war er vom 30. Januar 1947 bis zum 30. Juni 1948 auch Co-Vorsitzender eines Gemeinsamen Sonderausschusses von Unterhaus und Senat für Menschen- und Grundrechte. Am 30. Juni 1948 trat er aus persönlichen Gründen von seinen Ministerämtern zurück und legte am 28. Oktober 1948 auch sein Unterhausmandat nieder, um danach wieder seine Tätigkeit als Rechtsanwalt aufzunehmen. zu seinen Persönlichen Assistenten als Minister gehörten Douglas Abbott und Robert Mayhew, die beide später ebenfalls Unterhausabgeordnete und Bundesminister wurden.
Als Nachfolger des am 22. Januar 1950 verstorbenen Joseph Andrew Chisholm wurde Ilsley 1950 Präsident des Obersten Gerichtshofes von Nova Scotia und übte diese Richteramt bis zu seinem Tode am 14. Januar 1967 aus. Sein Nachfolger wurde daraufhin Lauchlin Daniel Currie, der bislang Richter an diesem Obersten Gerichtshof war. Daneben bekleidete Ilsley zwischen 1954 und 1960 die Funktion als Vorsitzender der Königlichen Kommission für Patente, Urheberrecht, Markenzeichen und industrielle Designs.